# Shamal (distrikt)
Shamal är ett distrikt i Afghanistan. Det ligger i provinsen Khost, i den östra delen av landet, 140 kilometer söder om huvudstaden Kabul. Administrativ huvudort är Shamal.
Distriktet beräknades år 2022 ha cirka 16 000 invånare.